# Carl-Axel Silow
Carl-Axel Silow, född 24 januari 1946, är fil. kand. och doktor vid entomologiska institutionen vid Uppsala universitet. Silow är en känd expert på främmande kulturer och språk, kanske främst från Afrika. Han tillbringande året 1970-71 i Zambia, där han forskade om insekter och växter. Resan resulterade i att Silow fick en skalbagge uppkallad efter sig, Scarabeus Silow. 
Silow har varit kommunpolitiskt aktiv för Miljöpartiet i Göteborg, bland annat som stadssekreterare för Claes Roxbergh när denne var kommunalråd och senare som ordförande för park- och naturnämnden . 
Silow är barnbarn till den skånske skulptören Axel Ebbe.